# Unterseeboot 666
L'Unterseeboot 666 ou U-666 est un sous-marin allemand (U-Boot) de type VIIC utilisé par la Kriegsmarine pendant la Seconde Guerre mondiale.
Le sous-marin fut commandé le 15 août 1940 à Hambourg (Howaldtswerke Hamburg AG), sa quille fut posée le 16 septembre 1941, il fut lancé le 18 juillet 1942 et mis en service le 26 août 1942, sous le commandement de l'Oberleutnant zur See Herbert Engel.
Il fut porté disparu dans l'Atlantique Nord, en février 1944.

## Conception
Unterseeboot type VII, l'U-666 avait un déplacement de 769 tonnes en surface et 871 tonnes en plongée. Il avait une longueur totale de 67,10 m, un maître-bau de 6,20 m, une hauteur de 9,60 m et un tirant d'eau de 4,74 m. Le sous-marin était propulsé par deux hélices de 1,23 m, deux moteurs diesel Germaniawerft M6V 40/46 de 6 cylindres en ligne de 1 400 cv à 470 tr/min, produisant un total de 2 060 à 2 350 kW en surface et de deux moteurs électriques Siemens-Schuckert GU 343/38-8 de 375 cv à 295 tr/min, produisant un total de 550 kW, en plongée. Le sous-marin avait une vitesse en surface de 17,7 nœuds (32,8 km/h) et une vitesse de 7,6 nœuds (14,1 km/h) en plongée. Immergé, il avait un rayon d'action de 80 milles marins (150 km) à 4 nœuds (7,4 km/h; 4,6 milles par heure) et pouvait atteindre une profondeur de 230 m. En surface son rayon d'action était de 8 500 milles nautiques (soit 15 700 km) à 10 nœuds (19 km/h).
L'U-666 était équipé de cinq tubes lance-torpilles de 53,3 cm (quatre montés à l'avant et un à l'arrière) qui contenait quatorze torpilles. Il était équipé d'un canon de 8,8 cm SK C/35 (220 coups) et d'un canon antiaérien de 20 mm Flak. Il pouvait transporter 26 mines TMA ou 39 mines TMB. Son équipage comprenait 4 officiers et 40 à 56 sous-mariniers.

## Historique
Il reçut sa formation de base au sein de la 5. Unterseebootsflottille jusqu'au 28 février 1943, puis intégra sa formation de combat dans la 6. Unterseebootsflottille.
Il quitte Kiel en Allemagne pour sa première patrouille sous les ordres de l'Oberleutnant zur See Herbert Engel le 25 février 1943.
Le 17 mars 1943, l'U-666 est attaqué par des charges de profondeur par le HMS Godetia, l'USS Upshur (en) et un Liberator du Sqn 86.
Tôt le matin du 19 mars 1943, l'U-666 revendique des coups au but sur trois bâtiments, avec un qui coule rapidement. Le seul coup au but est un cargo grec qui ne coule pas directement, mais par un coup de grâce donné par l'U-333 dans la soirée. Le même jour l'U-666 est attaqué et endommagé par un B-17 piloté par le F/O William Knowles du Sqn 220 qui lui lance quatre charges de profondeur. À partir du 26 mars 1943, l'U-666 et deux groupes se rejoignent et forment une ligne de patrouille à 800 nautiques au sud du cap Farvel. L'U-305 signale le convoi HX 230, le 27 mars 1943. L'U-666 fait partie des vingt-deux U-Boote qui reçoivent l'ordre de se porter vers lui. Cependant, une rapide détérioration des conditions météorologiques empêche un bon nombre de ces U-Boote d'arriver sur zone et seuls cinq y arrivent. L'attaque commence et seul un bâtiment est coulé par l'U-610. Face à cet échec, l'opération se termine le 30 mars 1943. L'U-666 et d'autres U-Boote du groupe Stürmer sont ravitaillés par l'U-463 pour son retour vers la base.
À son départ, dans le golfe de Gascogne, l'U-666 est attaqué par un Halifax du Sqn 58 piloté par le F/Sgt J.A. Hoather, qui l'endommage légèrement. L'appareil est abattu et l'équipage ne fut jamais retrouvé. Comme les opérations contre les convois dans l'Atlantique Nord restent infructueuses, il est décidé d'essayer d'intercepter les convois US se dirigeant vers la Méditerranée. Lorsque les U-Boote sont rassemblés au sud-ouest des Açores, une nouvelle ligne de patrouille est créée. Malgré d'intenses recherches, aucun convoi n'est aperçu et l'U-666 rentre à sa base, sans succès.
Dans la matinée du 20 septembre 1943, un U-boot du groupe Leuthen signale le convoi ON 202. Quatre U-Boote essayent de l'attaquer, un seul peut lancer une torpille en plongée. Le contact est perdu à cause d'une forte escorte aérienne et de surface.
Durant la journée le convoi ON 202 est rejoint par l'ONS 18 et le contact est repris en début de soirée. Seulement cinq U-Boote sont au contact, les autres ont l'intention d'attaquer l'escorte afin de l'épuiser pour ensuite 'traiter' les convois au cours de la nuit du 21 au 22 septembre 1943. Malheureusement, le brouillard tombe au début de la journée du 21 septembre 1943 et reste toute la journée jusqu'à la nuit suivante. Quand le temps s'éclaircit pendant la journée du 22 septembre 1943, des avions alliés réapparaissent et les U-Boots restés en surface lancent le combat. Dans les premières heures du 23 septembre 1943, d'autres attaques sont lancées contre les convois et l'escorte. L'U-666 torpille et une coule une frégate britannique, au sud-sud-est du cap Farvel. Cette frégate a à son bord 81 survivants du HMCS St. Croix et un survivant du HMS Polyanthus (en). Une seconde torpille explose derrière la corvette HMCS Morden (en), mais ne le touche pas. L'opération contre le convoi se termine dans la matinée du 23 septembre 1943, avec six bâtiments coulés et un autre endommagé.
À partir du 3 octobre 1943, le groupe fait route vers l'est pour rencontrer le convoi ON 204. Le même jour l'U-666 est attaqué et endommagé par des charges de profondeur de deux bâtiments de l'escorte. Il réussit à s'éloigner de la zone pour réparer ses avaries. Le 5 octobre 1943, il n'est toujours pas parvenu à plonger correctement et reçoit donc la permission de retourner à sa base qu'il atteint le 16 octobre 1943.
Lors de sa dernière patrouille commencée le 25 décembre 1943, l'U-666 est affecté au nord-ouest de la Manche, en attente du convoi ON 221, signalé par un appareil de la Luftwaffe en janvier 1944. Des ennuis techniques empêchent l'appareil de suivre le convoi et malgré les recherches entreprises le lendemain, le convoi n'est pas retrouvé. La recherche du convoi ON 221 est reprise le matin du 29 janvier 1944 après qu'un rapport d'un autre appareil rende suspect une invasion à l'ouest de la France. Il est signalé que 200 ou 300 Landing Craft Tank sont aperçus à 120 nautiques à l'ouest de l'estuaire de la Gironde. Après confirmation de ce rapport, tous les U-Boote, le groupe Stürmer compris, naviguant dans l'Atlantique Nord reçoivent l'ordre de rejoindre le golfe de Gascogne à grande vitesse. Peu de temps après la 'force d'invasion' est correctement identifiée, ce n'est qu'un groupe de bateaux de pêche espagnols... Les U-Boots reçoivent alors l'ordre de retourner sur leurs zones de patrouilles précédentes, et le 31 janvier 1944, le groupe se retrouve au nord-ouest de la Manche.
À partir du 3 février 1944, les submersibles se divisent en deux groupes : Igel 1 et Igel 2. L'U-666 fait partie de Igel 1. Entre le 4 et 10 février 1944, les groupes opèrent en formations lâches au sud-est de l'Islande, mais une augmentation des forces alliées en lutte anti-sous-marine fait déplacer une nouvelle fois les U-Boots vers l'ouest.
Le 11 février 1944, l'U-666 présumé coulé à l'ouest de Achill Head (à l'ouest de l'Irlande) à la position 53° 56′ N, 17° 16′ O, par des charges de profondeur lancées d'un Swordfish du Sqn 842 (FAA) embarqué sur le porte-avions d'escorte HMS Fencer (en). Cependant, à la fin de la guerre, l'attaque par le Swordfish 'A' du Sqn 842 (FAA) a été formellement créditée et la destruction de l'U-666 confirmée. En fait, il semble que l'attaque du Swordfish n'a pas été effectuée contre un sous-marin. Le dernier compte rendu de l'U-666 a été envoyé le 10 février 1944 et il a été aperçu par un destroyer à la position 55° 20′ N, 19° 30′ O. L'U-666 ne répond pas à sa demande de position. Il est porté manquant à partir du 23 février 1944. On ne connaît donc pas la cause de sa perte.
Les 51 membres d'équipage décédèrent dans cette disparition.

## Affectations
- 5. Unterseebootsflottille du 26 août 1942 au 28 février 1943 (Période de formation).
- 6. Unterseebootsflottille du 1er mars 1943 au 10 février 1944 (Unité combattante).

## Commandement
- Kapitänleutnant Herbert Engel du 26 août 1942 au 9 décembre 1943 (Croix allemande).
- Oberleutnant zur See Ernst Wilberg du 10 décembre 1943 au 10 février 1944.

## Patrouilles
|       | Commandant           | Départ           | Départ      | Arrivée          | Arrivée       | Jours     | Succès  |
| ----- | -------------------- | ---------------- | ----------- | ---------------- | ------------- | --------- | ------- |
| 1     | Oblt. Herbert Engel  | 25 février 1943  | Kiel        | 10 avril 1943    | St. Nazaire   | 45 jours  | 5 234   |
| 2     | Oblt. Herbert Engel  | 6 mai 1943       | St. Nazaire | 9 juillet 1943   | St. Nazaire   | 65 jours  |         |
| 3     | Kptlt. Herbert Engel | 31 août 1943     | St. Nazaire | 16 octobre 1943  | St. Nazaire   | 47 jours  | 1 370   |
|       | Oblt. Ernst Wilberg  | 16 décembre 1943 | St. Nazaire | 18 décembre 1943 | Lorient       | 3 jours   |         |
| 4     | Oblt. Ernst Wilberg  | 25 décembre 1943 | Lorient     | 10 février 1944  | Porté disparu | 48 jours  |         |
| Total | Total                | Total            | Total       | Total            | Total         | 208 jours | 6 604 t |

Notes : Oblt. = Oberleutnant zur See - Kptlt. = Kapitänleutnant

### OpérationsWolfpack
L'U-666 opéra avec les Wolfpacks (meute de loups) durant sa carrière opérationnelle.
- Ostmark (6-11 mars 1943)
- Stürmer (11-20 mars 1943)
- Seewolf (21-30 mars 1943)
- Oder (17-19 mai 1943)
- Mosel (19-24 mai 1943)
- Trutz (1er-16 juin 1943)
- Trutz 2 (16-29 juin 1943)
- Leuthen (15-24 septembre 1943)
- Rossbach (24 septembre - 6 octobre 1943)
- Hela (28 décembre 1943 – 1er janvier 1944)
- Rügen 6 (5-7 janvier 1944)
- Rügen (7-26 janvier 1944)
- Stürmer (26 janvier – 3 février 1944)
- Igel 1 (3-10 février 1944)

## Navires coulés
L'U-666 coula 1 navire de guerre de 1 370 tonneaux et endommagea 1 navire marchand de 5 234 tonneaux au cours des 4 patrouilles (208 jours en mer) qu'il effectua.
| Date              | Nom               | Nationalité | Tonnage | Convoi | Fait      | Localisation         |
| ----------------- | ----------------- | ----------- | ------- | ------ | --------- | -------------------- |
| 19 mars 1943      | Carras            | Grèce       | 5 234   | SC-122 | Endommagé | 54° 05′ N, 24° 19′ O |
| 23 septembre 1943 | HMS Itchen (K227) | Royal Navy  | 1 370   | ON-202 | Coulé     | 53° 25′ N, 39° 42′ O |